# Aldo Pastega
Aldo Pastega (Aarau, 10 ottobre 1933 – 7 settembre 2021) è stato un calciatore svizzero, di ruolo centrocampista.

## Carriera

### Club
Ha sempre giocato nel campionato svizzero.

### Nazionale
Ha collezionato 6 presenze con la propria Nazionale.